# DJ Spooky

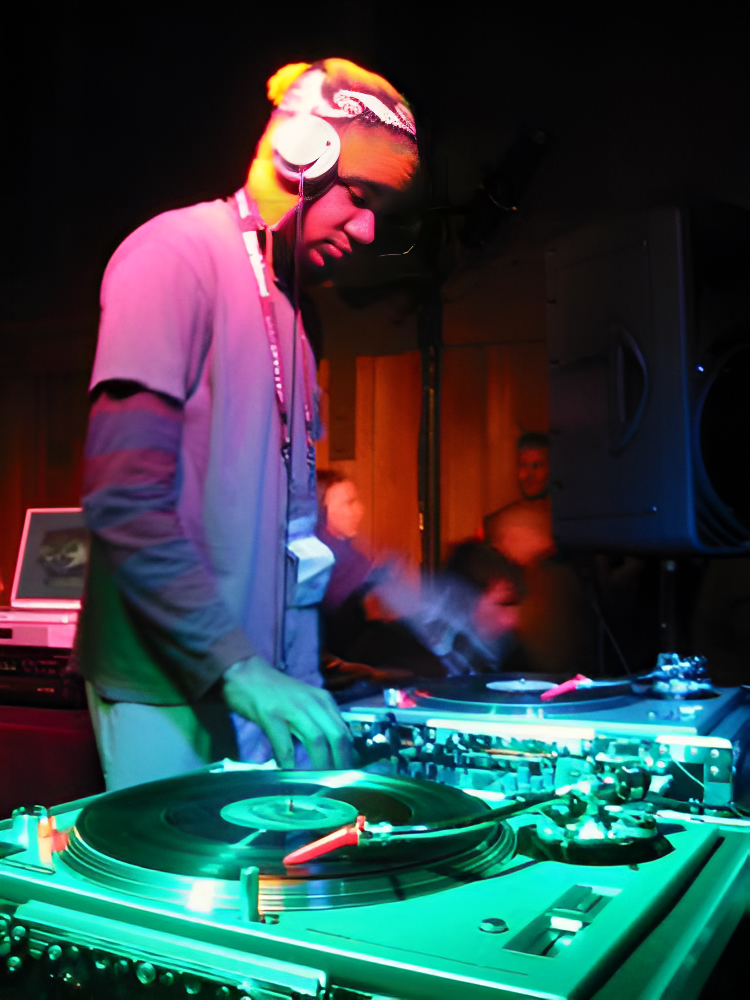
DJ Spooky

Paul David Miller - znany jako DJ Spooky lub That Subliminal Kid. Urodzony w 1970 roku w Waszyngtonie DJ i muzyk związany z nowojorską sceną eksperymentalną. Uważany za pioniera muzyki illbient. Tworzy też w innych stylistykach (dub, jungle, jazz, techno, abstract hip-hop, ambient). Założyciel Soundlab Collective.
Miller jest absolwentem filologii francuskiej, filozofii oraz studiów kompozytorskich, a obecnie wykłada w szwajcarskiej European Graduate School. Jest autorem książki „Rhythm Science” oraz redaktorem antologii „Sound Unbound” z 2008 roku dotyczącej samplowania kultury w mediach cyfrowych. (Do jej powstania przyczynili się między innymi Steve Reich, Brian Eno, Chuck D z Public Enemy, pianista Vijay Iyer oraz pisarz Jonathan Lethem). Miller jest także twórcą aplikacji didżejskiej na urządzenie iPhone. 

## Albumy
- 1996 – Songs Of A Dead Dreamer
- 1996 – Necropolis: The Dialogic Project
- 1997 – Viral Sonata
- 1998 – Riddim Warfare
- 1999 – File Under Futurism
- 1999 – Kaotik Transgression
- 2001 – Under The Influence
- 2002 – Modern Mantra
- 2002 – Optometry
- 2003 – Dubtometry
- 2004 – Rhythm Science
- 2004 – Riddim Clash
- 2005 – Drums of Death DJ Spooky vs. Dave Lombardo
- 2009 – The Secret Song
- 2013 – Of Water and Ice

## Filmografia
- "Moog" (2004, film dokumentalny, reżyseria: Hans Fjellestad)[2]